# Huntington Woods
Huntington Woods is een plaats (city) in de Amerikaanse staat Michigan, en valt bestuurlijk gezien onder Oakland County.

## Demografie
Bij de volkstelling in 2000 werd het aantal inwoners vastgesteld op 6151.
In 2006 is het aantal inwoners door het United States Census Bureau geschat op 5902, een daling van 249 (-4,0%).

## Geografie
Volgens het United States Census Bureau beslaat de plaats een oppervlakte van
3,8 km², geheel bestaande uit land.

## Plaatsen in de nabije omgeving
De onderstaande figuur toont nabijgelegen plaatsen in een straal van 4 km rond Huntington Woods.

## Geboren In Huntington Woods
- Kristen Bell (18 juli 1980), Amerikaanse actrice, vooral bekend door haar rol in Veronica Mars.